# Takayuki Koyama
Takayuki Koyama (japanisch 孝之 小山 Koyama Takayuki; * 10. Dezember 2001) ist ein japanischer Skirennläufer.

## Karriere
Koyama feierte sein internationales Renndebüt bei einem FIS-Slalom im Wanlong Ski Resort. Sein erstes internationales Großereignis bestritt er im Januar 2023 bei den Winter World University Games in Lake Placid, wobei er mit Rang 13 im Slalom sein bestes Ergebnis erzielte. Kurz darauf feierte er beim Slalom in Akan seinen ersten Sieg im Far East Cup.
Die Saison 2024/25 sollte für Koyama die bisher erfolgreichste seiner Karriere sein. Sowohl bei den Winter-Asienspielen in Harbin als auch bei den Winter World University Games in Bardonecchia konnte er die Goldmedaille im Slalom gewinnen. Zuvor hatte er am 23. Dezember 2024 beim Slalom in Alta Badia sein Weltcupdebüt gegeben, dabei jedoch die Qualifikation für den zweiten Durchgang verpasste.
Bei den Weltmeisterschaften in Saalbach trat Koyama nach Rang 40 im ersten Durchgang aus nicht näher bekannten Gründen nicht mehr zum zweiten Durchgang an, obwohl er da innerhalb der besten 60 klassiert, startberechtigt gewesen wäre.

## Erfolge

### Weltmeisterschaften
- Saalbach 2025: DNS2 Slalom

### Far East Cup
- Saison 2024/25: 1. Slalomwertung, 4. Gesamtwertung
- 7 Podestplätze, davon 3 Siege

| Datum           | Ort       | Land     | Disziplin |
| --------------- | --------- | -------- | --------- |
| 27. Januar 2023 | Akan      | Japan    | Slalom    |
| 1. Februar 2024 | Yongpyong | Südkorea | Slalom    |
| 7. Februar 2024 | Yongpyong | Südkorea | Slalom    |

### Australian New Zealand Cup
- Eine Platzierung unter den besten 30

### Winter World University Games
- Lake Placid 2023: 13. Slalom, 23. Riesenslalom, 28. Alpine Kombination, 37. Super-G
- Bardonecchia 2025: 1. Slalom

### Winter-Asienspiele
- Harbin 2025: 1. Slalom

### Weitere Erfolge
- 5 Siege bei FIS-Rennen